# Alchemilla sect. Longicaules
Alchemilla sect. Longicaules ist eine in Afrika heimische Sektion aus der Gattung Frauenmantel (Alchemilla).

## Merkmale
Es sind ausdauernde, krautige Pflanzen oder Halbsträucher. Sie besitzen langgliedrige Sprossachsen, die monopodial oder sympodial verzweigt sind. Sie bilden vegetative und generative Sprosse. Die vegetativen Sprosse sind lange und besitzen ein unbegrenztes Wachstum. Sie besitzen abwechselnd vegetative und Blüten-Zonen. An den Blüten-Zonen sitzen in den Blattachseln dichasiale Blütenstände. In den vegetativen Zonen zweigen vegetative Sprosse höherer Ordnung ab. Bei monopodialen Arten sind alle vegetativen Sprosse ausdauernd, bei sympodialen Arten ist nur der basale Teil eines Jahreszuwachs ausdauernd, der Rest stirbt bald ab. Alle Arten sind diaxial.
Die Blätter sind handförmig gelappt mit fünf bis sieben Lappen. Die Nebenblätter sind laubblattartig und zu einem Drittel ihrer Länge mit dem Blattstiel verwachsen. An der anderen Seite sind die beiden Nebenblätter zur Hälfte bis zwei Drittel miteinander verwachsen. Der freie Teil der Nebenblätter ist gezähnt. In der Knospe ist die junge Blattspreite von ihrer eigenen Tute umgeben.
Die Außenkelchblätter sind nur wenig kleiner als die Kelchblätter. Der Kelchbecher ist kahl. Es gibt ein bis zwei, selten bis drei Fruchtblätter.

## Systematik
Die Sektion Longicaules umfasste nach der Systematik von Werner Rothmaler 6 Untersektionen. Ihr Umfang wurde jedoch von Notov 2004 auf zwei reduziert, die übrigen Untersektionen werden jetzt als eigene Sektionen geführt. Der Neotypus ist Alchemilla elongata Eckl. et Zeyh.
Die beiden Untersektionen sind:
- Palustres: Die Pflanzen sind monopodial mit langen Sprossen. Die beiden Nebenblätter sind zu drei Viertel miteinander verwachsen. Der Blütenstiel ist meist klebrig. Es gibt ein Fruchtblatt. Die Untersektion ist im tropischen Ostafrika beheimatet.
- Elongatae: Die Pflanzen sind sympodial mit langen Sprossen. Die beiden Nebenblätter sind zur Hälfte miteinander verwachsen. Der Blütenstiel ist behaart. Es gibt ein bis drei Fruchtblätter. Die Untersektion ist in Südafrika beheimatet.

## Belege
- Alexander A. Notov, Tatyana V. Kusnetzova: Architectural units, axiality and their taxonomic implications in Alchemillinae. In: Wulfenia, Band 11 (2004), S. 85–130. ISSN 1561-882X